# Bacikurîne, Monastîrîșce
Bacikurîne (în ucraineană Бачкурине) este o comună în raionul Monastîrîșce, regiunea Cerkasî, Ucraina, formată numai din satul de reședință.

## Demografie
Componența lingvistică a comunei Bacikurîne
     Ucraineană (98,62%)
     Alte limbi (0,49%)
Conform recensământului din 2001, majoritatea populației comunei Bacikurîne era vorbitoare de ucraineană (98,62%), existând în minoritate și vorbitori de alte limbi.